# Gmina Mszczonów
Die Gmina Mszczonów ist eine Stadt-und-Land-Gemeinde im Powiat Żyrardowski der Woiwodschaft Masowien in Polen. Ihr Sitz ist die gleichnamige Stadt mit etwa 6400 Einwohnern.

## Geographie
Die Gemeinde liegt im Südwesten der Woiwodschaft und grenzt an die Woiwodschaft Łódź. Die Landeshauptstadt Warschau ist etwa 40 Kilometer entfernt. Nachbargemeinden sind Biała Rawska, Błędów, Kowiesy, Pniewy, Puszcza Mariańska, Radziejowice und Żabia Wola.
Die Gemeinde hat eine Fläche von 144,9 km², 77 Prozent werden land- und 16 Prozent forstwirtschaftlich genutzt.

## Geschichte
Die Landgemeinde wurde 1973 aus verschiedenen Gromadas neu gebildet. Stadt- und Landgemeinde wurden 1990/1991 zur Stadt-und-Land-Gemeinde zusammengelegt. Ihr Gebiet gehörte bis 1975 zum ehemaligen Powiat Grodziski (Grodziskomazowiecki) und zur Woiwodschaft Warschau. Es kam dann bis 1998 zur Woiwodschaft Skierniewice, der Powiat wurde in dieser Zeit aufgelöst. Zum 1. Januar 1999 kam die Gemeinde zur Woiwodschaft Masowien und zum Powiat Żyrardowski.
Bis 1954 bestand die Landgemeinde Gmina Piekary, die in Gromadas, wie die Gromada Mszczonów aufgelöst wurde.

## Gliederung
Die Stadt-und-Land-Gemeinde (gmina miejsko-wiejska) Mszczonów besteht aus der Stadt selbst und 34 Orten mit Schulzenamt (sołectwo):
- Adamowice
- Badowo-Dańki
- Badowo-Mściska
- Badów Górny
- Bobrowce
- Ciemno-Gnojna
- Gąba
- Grabce Józefpolskie
- Grabce-Towarzystwo
- Janówek
- Kamionka
- Kowiesy
- Lindów
- Lutkówka
- Lutkówka-Kolonia
- Marianka
- Marków-Towarzystwo
- Nosy-Poniatki
- Olszówka
- Nowy Dworek
- Osuchów
- Pawłowice
- Piekarowo
- Piekary
- Sosnowica
- Strzyże
- Suszeniec
- Świnice
- Wręcza
- Wygnanka
- Wymysłów
- Zbiroża
- Zimna Woda
- Zimnice

Weitere Orte der Gemeinde sind:
- Adamówek
- Bronisławka
- Bronisławów
- Budy-Strzyże
- Budy-Zasłona
- Chudolipie
- Czekaj
- Dębiny Osuchowskie
- Długowizna
- Dwórzno
- Edwardowo
- Grabce Wręckie
- Huta Piekarska
- Kaczków
- Kowiesowo
- Lublinów
- Lutkówka Druga
- Małachowszczyzna
- Marków-Świnice
- Michalin
- Nowe Poręby
- Olszewek
- Osuchów-Kolonia
- Pieńki Osuchowskie
- Pieńki-Strzyże
- Podlindowo
- Pogorzałki
- Powązki
- Tłumy
- Władysławów
- Wólka Wręcka

## Verkehr
Die Landesstraße DK8 wird zur Schnellstraße S8 ausgebaut. Sie kreuzt im Gebiet der Stadt die Landesstraße DK50.
Nächster internationaler Flughafen ist Warschau.
Die Bahnstrecke Skierniewice–Łuków wird nur noch von Güterzügen befahren.